# Leiholmen
Leiholmen est une île norvégienne du comté de Hordaland appartenant administrativement à Fjell.

## Description
Rocheuse et couverte d'une légère végétation, elle s'étend sur environ 188 m de longueur pour une largeur approximative de 144 m.